# Rhamphichthys lineatus
Rhamphichthys lineatus är en fiskart som beskrevs av Castelnau, 1855. Rhamphichthys lineatus ingår i släktet Rhamphichthys och familjen Rhamphichthyidae. Inga underarter finns listade i Catalogue of Life.